# NGC 3996
NGC 3996 (również PGC 37628 lub UGC 6941) – galaktyka spiralna (Sc), znajdująca się w gwiazdozbiorze Lwa. Odkrył ją John Herschel 23 kwietnia 1832 roku. Należy do galaktyk Seyferta.